# Gyepes sédbúza
A gyepes sédbúza (Deschampsia cespitosa) az egyszikűek (Liliopsida) osztályának a perjevirágúak (Poales) rendjébe, ezen belül a perjefélék (Poaceae) családjába tartozó faj.

## Leírása

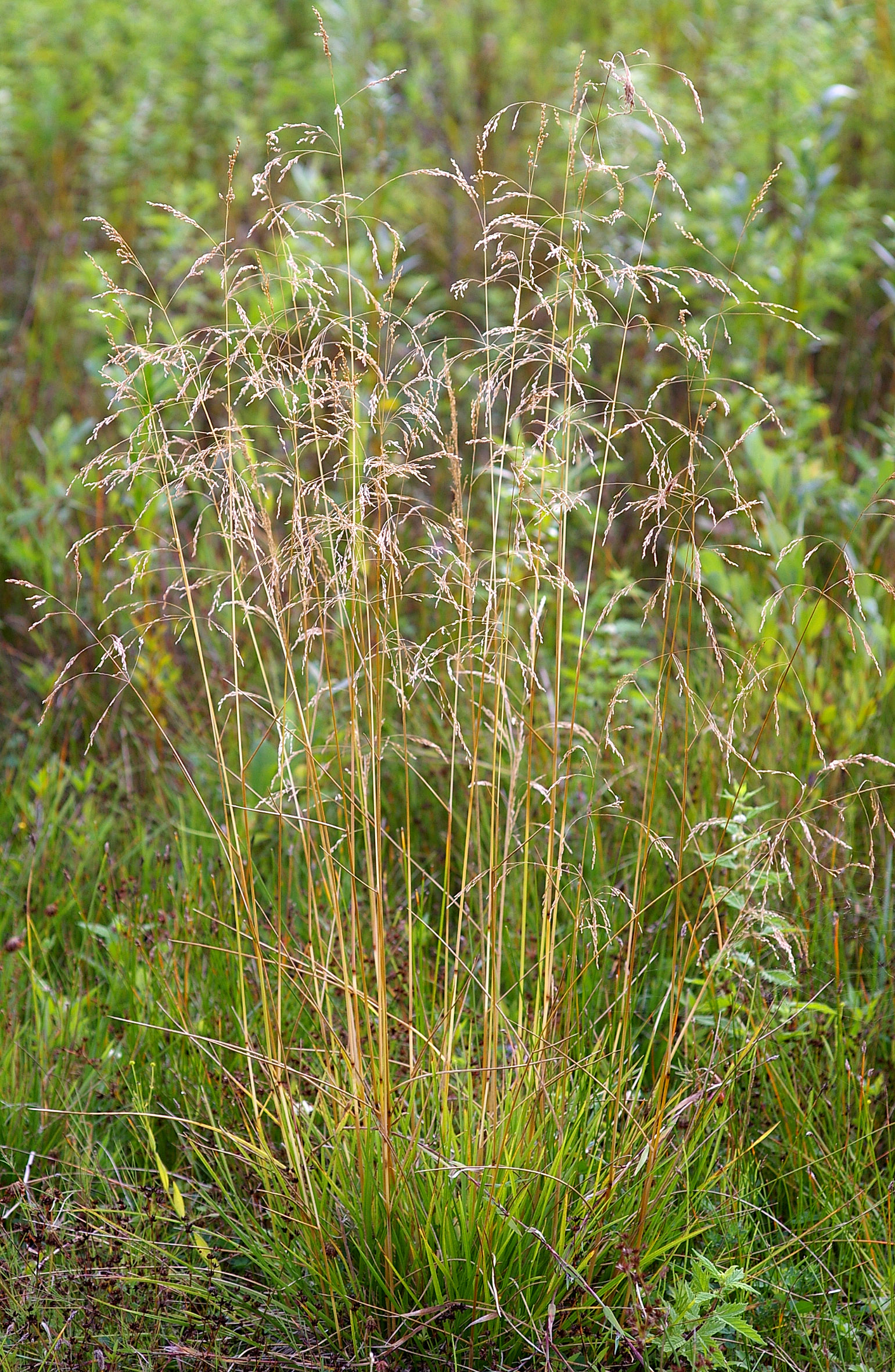

Erőteljes, dús gyepcsomós telepeket képez, 30–120 cm magasra nő meg. Lapos levelei 2–4 mm szélesek, igen érdesek, felül erősen 7 redős, 6–8 mm-es nyelvecskéje gyakran hasadt, bugája zöld, 10–30 cm hosszú, ezüstös vagy vörösen fénylő, bugaágai érdesek. Június-júliustól szeptemberig virágzik, 4–6 mm hosszú füzérkéi rendszerint 2 virágúak. toklászának szálkája többnyire nem áll ki a füzérkéből.

## Élőhelye
Nyíltabb ligeterdőkben, nedves erdős helyeken, mocsárréteken, síklápokon, forrás környéki magaskórósokban. Európában gyakori, nálunk főként a középhegységekben és a Dunántúlon fordul elő.

## Alfajai
- Deschampsia cespitosa subsp. alpina
- Deschampsia cespitosa subsp. beringensis
- Deschampsia cespitosa subsp. borealis (Trautv.) Tzvelev
- Deschampsia cespitosa subsp. bottnica (Wahlenb.) Tzvelev
- Deschampsia cespitosa subsp. brevifolia
- Deschampsia cespitosa subsp. cespitosa
- Deschampsia cespitosa subsp. holciformis
- Deschampsia cespitosa subsp. macrothyrsa (Tatew. & Ohwi) Tzvelev
- Deschampsia cespitosa subsp. obensis
- Deschampsia cespitosa subsp. orientalis Hultén
- Deschampsia cespitosa subsp. paludosa (Schübl. & G.Martens) G.C.S.Clarke
- Deschampsia cespitosa subsp. parviflora (Thuill.) K.Richt.